# Аллер (Франция)
Аллер (фр. Allaire) — коммуна на северо-западе Франции, находится в регионе Бретань, департамент Морбиан, округ Ван, кантон Гер. Расположена в 53 км к востоку от Вана и в 77 км к югу от Ренна, в 23 км от национальной автомагистрали N165.
Население (2019) — 3 886 человек.

## Достопримечательности
- Средневековая мельница Браншлё
- Церковь Сен-Годанс
- Шато Во де Кип XV века

## Экономика
Структура занятости населения:
- сельское хозяйство — 5,6 %
- промышленность — 20,6 %
- строительство — 13,8 %
- торговля, транспорт и сфера услуг — 25,2 %
- государственные и муниципальные службы — 34,8 %

Уровень безработицы (2018) — 10,3 % (Франция в целом — 13,4 %, департамент Морбиан — 12,1 %). 

Среднегодовой доход на 1 человека, евро (2018) — 21 250 (Франция в целом — 21 730, департамент Морбиан — 21 830).

## Демография
Динамика численности населения, чел.

## Администрация
Пост мэра Аллера с 2008 года занимает член партии «Вперёд, Республика!» Жан-Франсуа Мари (Jean-François Mary). На муниципальных выборах 2020 года возглавляемый им левый список был единственным.
| Период | Период | Фамилия          | Партия                                 | Примечания                            |
| ------ | ------ | ---------------- | -------------------------------------- | ------------------------------------- |
| 1945   | 1971   | Оноре Лельевр    | Союз демократов в поддержку республики | член Генерального совета департамента |
| 1971   | 1995   | Рене Ле Кустюмер | Разные правые                          | член Генерального совета департамента |
| 1995   | 2008   | Бернар Лерьо     | Социалистическая партия                |                                       |
| 2008   |        | Жан-Франсуа Мари | Разные левые Вперёд, Республика!       | учитель                               |

## Города-побратимы
- Нейс, Ирландия

## Галерея

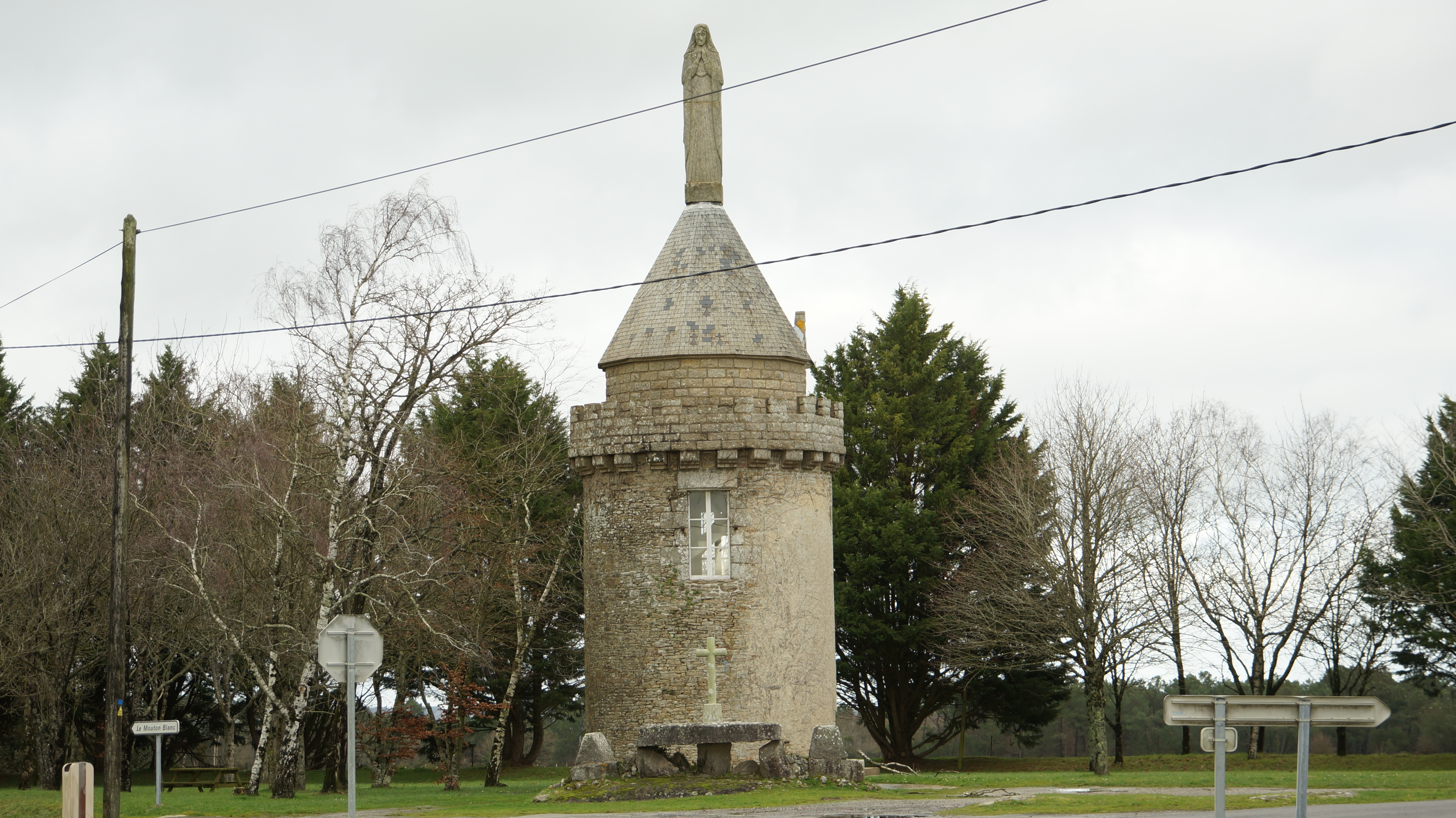
Мельница Браншлё
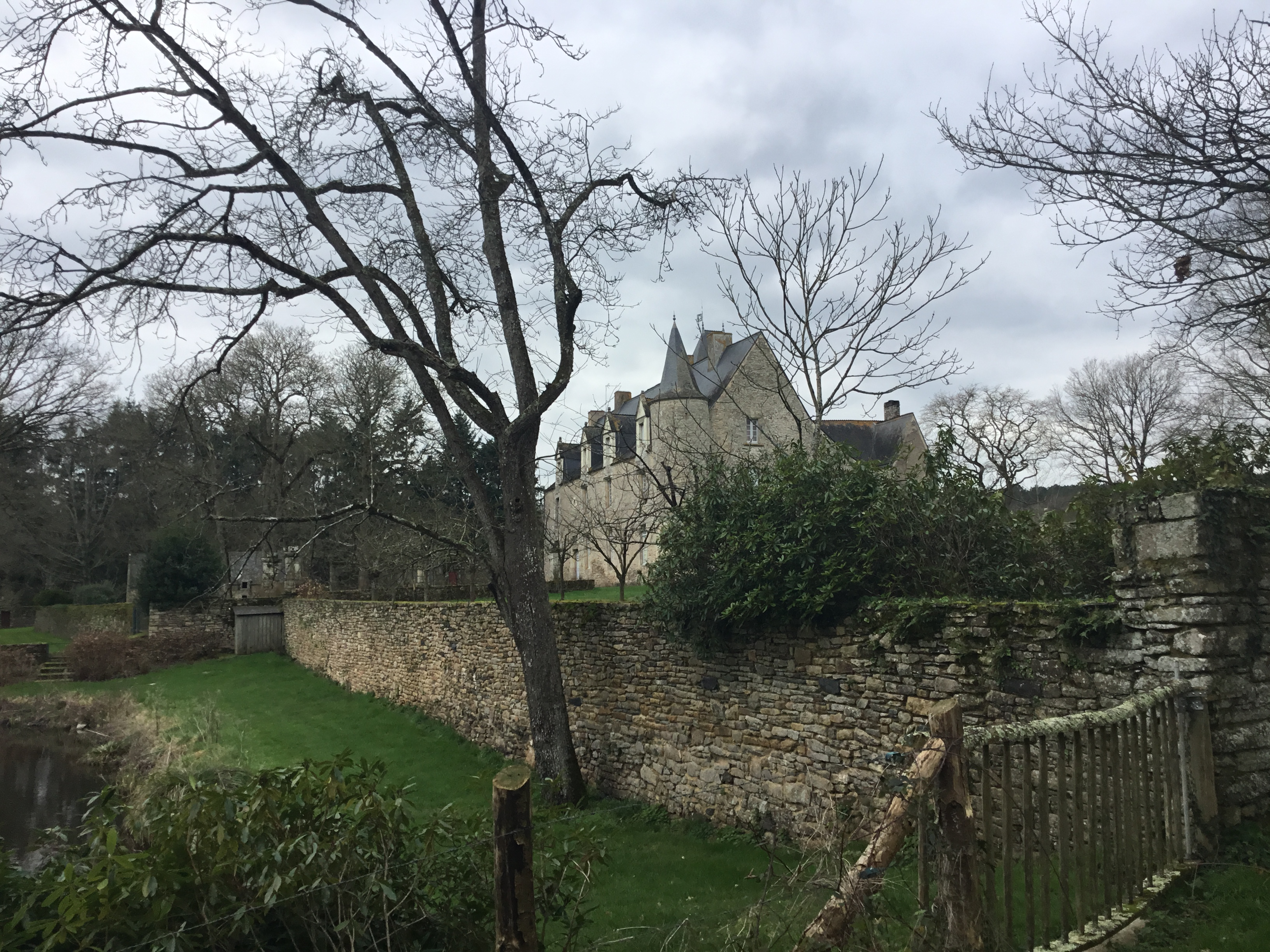
Шато Во де Кип